# VFTS 102
Désignations
VFTS 102 est une étoile située dans la Nébuleuse de la Tarentule, dans le Grand Nuage de Magellan, une galaxie satellite de la Voie lactée.

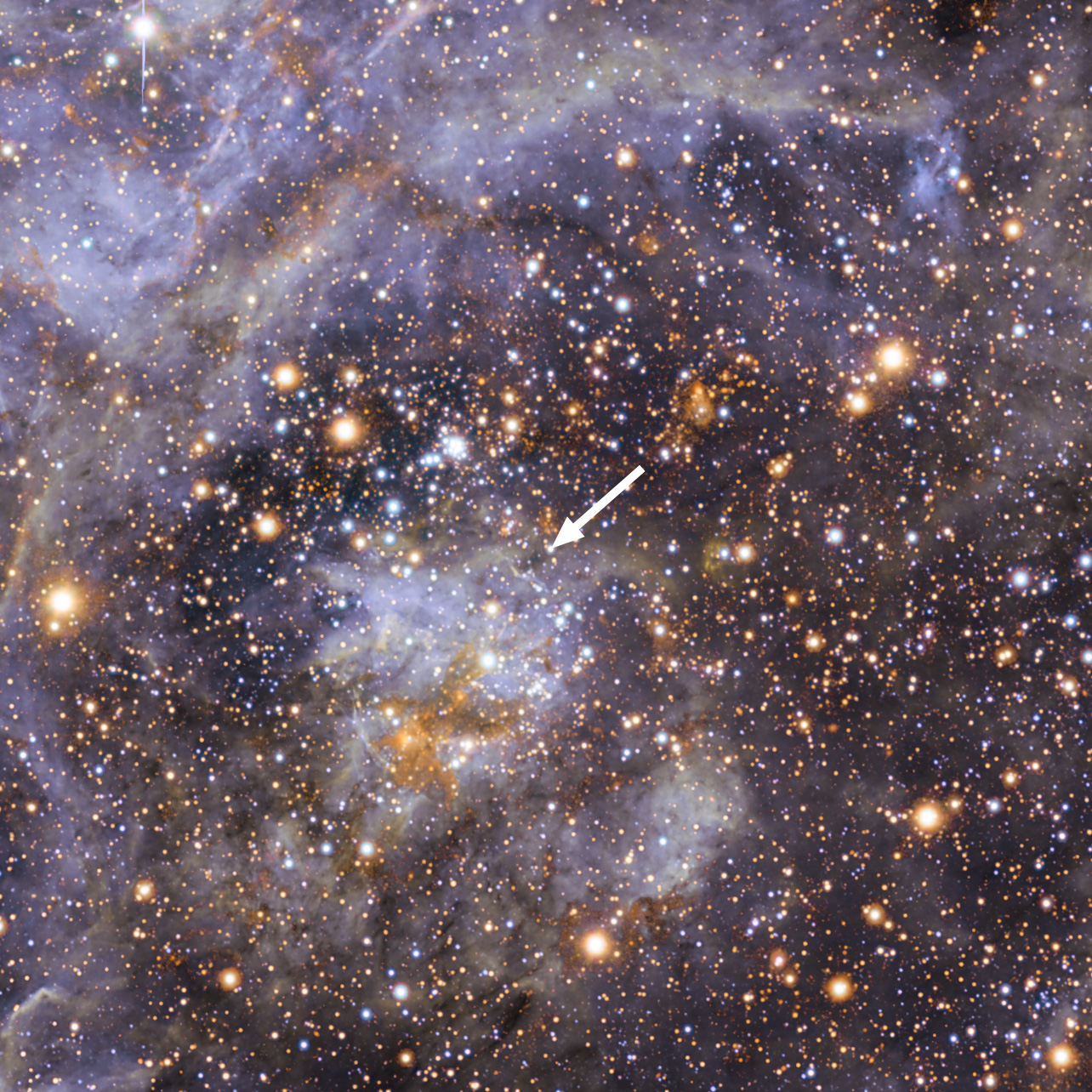
VFTS 102 dans la Nébuleuse de la Tarentule.

La particularité de cette étoile est sa vitesse équatoriale d’environ 600 km/s (environ 2,16 millions de km/h), ce qui en fait l’étoile de la séquence principale la plus rapide connue. La force centrifuge aplatit l’étoile au niveau des pôles. Du matériel peut être perdu dans les régions équatoriales, permettant ainsi la formation d’un disque d'accrétion autour de l'étoile.
Cette étoile a été observée par la collaboration entre le Very Large Telescope Flames Tarentula Survey et le grand télescope VLT au Chili. Un membre de cette équipe est Matteo Cantiello, un astrophysicien italien qui a émigré aux États-Unis et travaille actuellement à l'Institut Kavli de physique théorique de l'Université de Californie à Santa Barbara. En 2007, avec quelques collaborateurs, il a prédit l'existence d'étoiles massives ayant des propriétés très similaires à celles de VFTS 102. Dans le modèle théorique, la vitesse de rotation extrême est provoquée par le transfert de matériel d'une étoile dans un système binaire. Les astronomes prévoient que VFTS 102 explosera en supernova dans quelques millions d'années. Après cela, le compagnon sera probablement lancé hors de l'orbite et s'éloignera de ses voisins stellaires à grande vitesse. Une telle étoile s'appelle une fugue. VFTS 102 correspond très bien à ce modèle théorique, se révélant être une étoile en fuite à rotation rapide et se trouvant à proximité d'un pulsar et d'un reste de supernova. D'autres scénarios, comme une éjection du cœur de l'amas R136, sont également possibles.